# Villasimius
Villasimius település Olaszországban, Szardínia régióban, Cagliari megyében. Lakosainak száma 3673 fő (2023. január 1.). Villasimius Castiadas, Maracalagonis és Sinnai községekkel határos.

## Népesség
A település lakossága az elmúlt években az alábbi módon változott:

| 2018 | 3 721 |
| 2023 | 3 673 |